# Joe La Crasse
Pour les articles homonymes, voir Dirt.
Série
Joe La Crasse 2 : Un bon gros loser
(2015)
Pour plus de détails, voir Fiche technique et Distribution.
Joe La Crasse (Joe Dirt) est un film américain réalisé par Dennie Gordon, sorti en 2001.

## Synopsis
Joe La Crasse est un concierge travaillant dans une station de radio. Il rêve de retrouver ses parents qu'il a perdus au Grand Canyon quand il avait huit ans. Lorsqu'il se fait brusquer par deux hommes durant son travail, un des hommes qui travaille avec Zander Kelly le remarque et lui propose de venir rencontrer celui-ci. Il raconte toute son histoire aux oreilles des habitants de Los Angeles et devient rapidement célèbre. Il devient facile pour lui de retrouver ses parents. Il reçoit l'aide de nombreuses personnes mais se rend vite compte que sa place est ailleurs.

## Fiche technique
- Titre : Joe La Crasse
- Titre québécois : Joe Lacrasse
- Titre original : Joe Dirt
- Réalisation : Dennie Gordon
- Scénario : David Spade et Fred Wolf
- Production : Jack Giarraputo, Adam Sandler, Ira Shuman et Robert Simonds
- Sociétés de production : Columbia Pictures, Happy Madison Productions et Robert Simonds Productions
- Budget : 16 millions de dollars (11,74 millions d'euros)
- Musique : Michael Lloyd, Dave Matthews et Waddy Wachtel
- Photographie : John R. Leonetti
- Montage : Peck Prior
- Décors : Perry Andelin Blake
- Costumes : Alexandra Welker
- Pays de production : États-Unis
- Format : couleurs - 1,85:1 - DTS / Dolby Digital / SDDS - 35 mm
- Genre : Comédie dramatique, aventure
- Durée : 91 minutes
- Dates de sortie : 
  - États-Unis : 11 avril 2001
  - France : 11 juillet 2001
  - Belgique : 26 septembre 2001

## Distribution
- David Spade (VF : Guillaume Lebon) : Joe Dirt
- Brittany Daniel (VF : Cécile Paoli) : Brandy
- Dennis Miller (VF : Pierre Laurent) : Zander Kelly
- Adam Beach (VF : Asil Raïs) : Kicking Wing
- Christopher Walken (VF : Bernard Tiphaine) : Clem
- Jaime Pressly (VF : Barbara Kelsch) : Jill
- Kid Rock (VF : Stéphane Marais) : Robby
- Erik Per Sullivan : Joe Dirt enfant
- Megan Taylor Harvey : la petite sœur de Joe
- Caroline Aaron : la mère de Joe
- Fred Ward (VF : Antoine Tomé) : le père de Joe
- John P. Farley : l'agent de sécurité de KXLA
- Bob Zany : un homme de main
- Bean Miller : un homme de main
- Lee Walker : Zeke
- Kathleen Freeman (non créditée) : la mère adoptive de Joe Dirt
- Rosanna Arquette (non créditée) (VF : Brigitte Virtudes) : Charlene
- Richard Riehle : le concessionnaire

Sources et légende : Version française sur Voxofilm

## Autour du film
- Le tournage s'est déroulé de mai à juillet 2000 à Carson, El Segundo, Los Angeles, Moab, Santa Paula et Twin Arrows.
- Les parents de Joe Dirt devaient initialement être interprétés par Roseanne Barr et Gary Busey, mais après avoir tourné leurs scènes, le cinéaste considéra que la renommée de Roseanne était trop importante et distrayante par rapport à son rôle, et décida de retourner les scènes avec Caroline Aaron et Fred Ward.
- Dans le film, Joe Dirt est abandonné par ses parents lors d'une excursion dans le parc national du Grand Canyon. En réalité, les scènes furent tournées dans le parc d'État de Dead Horse Point.
- Les voitures utilisées dans le film sont une Plymouth GTX de 1967, ainsi qu'une réplique de la Dodge Daytona de 1969. L'originale n'ayant été produite qu'à seulement 503 exemplaires.
- À noter, les apparitions de l'actrice Rosanna Arquette en fermière, les playmates du magazine Playboy Karen McDougal et Amy Weber en surveillantes de baignade, ainsi que le scénariste Fred Wolf dans le rôle de Freddy le producteur.

## Bande originale
- Sweet Home Alabama, interprété par Lynyrd Skynyrd
- Ramblin' Gamblin' Man, interprété par Bob Seger and the Silver Bullett Band
- I Was Made for Dancin, interprété par Leif Garrett
- Listen to the Music, interprété par The Doobie Brothers
- You Ain't Seen Nothing Yet, interprété par Bachman-Turner Overdrive
- When I'm with You, interprété par Sheriff
- Think I'm in Love, interprété par Eddie Money
- Pick Me Up When I Fall
- Atomic Dog, interprété par George Clinton
- China Grove, interprété par The Doobie Brothers
- Rocky Mountain Way, interprété par Joe Walsh
- Funk 49, interprété par James Gang
- That Smell, interprété par Lynyrd Skynyrd
- Shambala, interprété par Three Dog Night
- I Just Want to Make Love to You, interprété par Foghat
- Hold On Loosely, interprété par .38 Special
- Crash into Me, interprété par Dave Matthews Band
- Hold Your Head Up, interprété par Argent
- Who Do You Love, interprété par George Thorogood
- Bad to the Bone, interprété par George Thorogood
- Roller, interprété par April Wine
- Jailbreak, interprété par Thin Lizzy
- Some Kind of Wonderful, interprété par Grand Funk Railroad
- Italian Gangsters
- Burnin' for You, interprété par Blue Öyster Cult
- Walk on Water, interprété par Eddie Money
- If You Want My Love, interprété par Cheap Trick

## Distinctions
- Nomination au prix du meilleur film de comédie, lors des Teen Choice Awards en 2001.